# Зіткнення в аеропорту Анкориджа
Зіткнення в аеропорту Анкориджа — авіаційний інцидент, що стався 23 грудня 1983 року в міжнародному аеропорті імені Теда Стівенса в Анкориджі (Аляска, США). На ЗПС 06L/24R зіткнулися два авіалайнери: вантажний McDonnell Douglas DC-10-30 корейської авіакомпанії Korean Air Cargo (рейс KE084 Анкоридж — Лос-Анджелес) і пасажирський Piper PA-31-350 Navajo американської авіакомпанії SouthCentral Air (рейс XE59 Анкоридж — Кінай). У результаті аварії ніхто не загинув, але всі 3 пілоти рейсу KE084 і 3 з 9 осіб на борту рейсу XE59 отримали поранення.

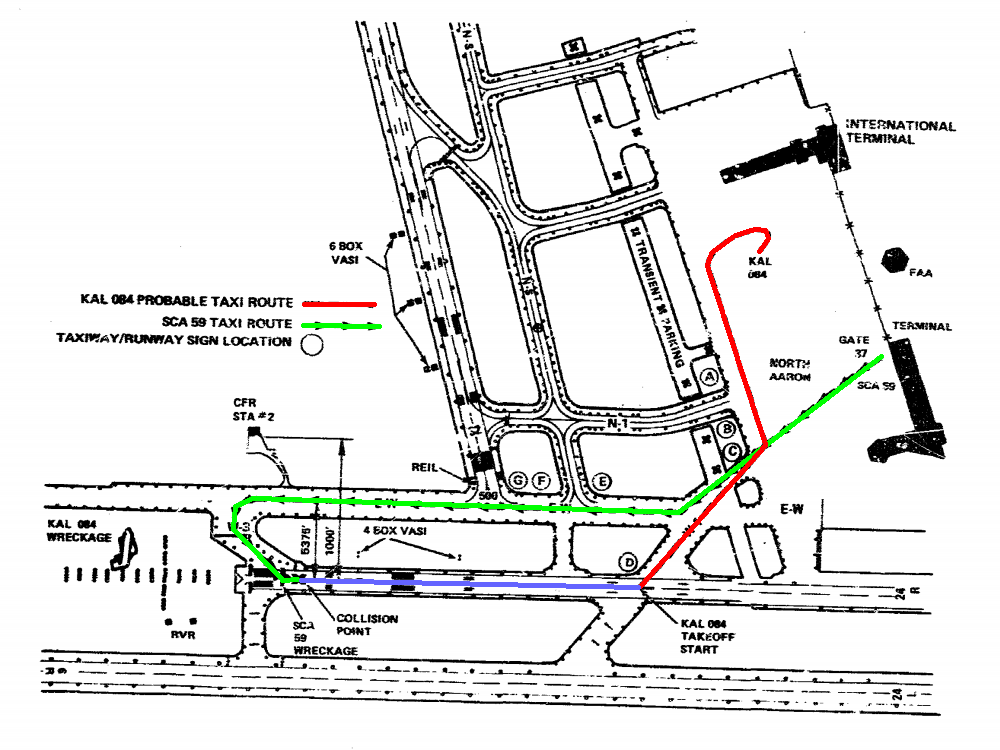
Схема зіткнення

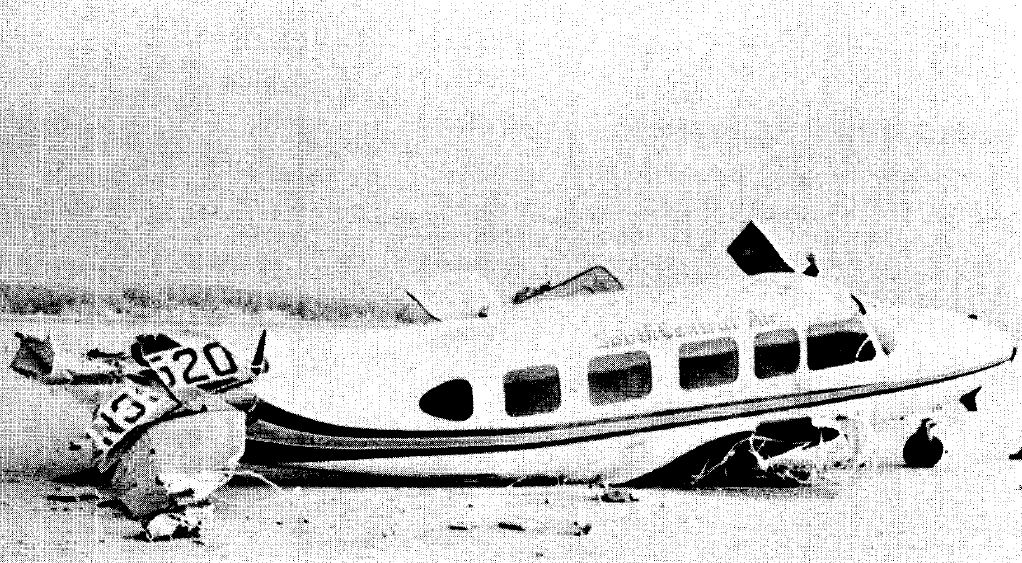
Зруйнований Piper PA-31-350 Navajo рейсу XE59

Причиною аварії стало те, що екіпаж вантажного DC-10 переплутав смуги, замість 32 — 06L/24R.